# ユニバーサル広告社シリーズ
『ユニバーサル広告社シリーズ』（ユニバーサルこうこくしゃシリーズ）は、荻原浩による日本の小説シリーズ。
2016年12月29日にテレビ東京系で『なかよし小鳩組』を原作にスペシャルドラマ化され、2017年10月期には『花のさくら通り』を原作に連続ドラマ化された。

## 登場人物
- 杉山利史 − 全物語の主人公。ユニバーサル広告社のアートディレクター。妻との離婚をきっかけに大手広告代理店の制作部を辞めた後、社長の石井に誘われてユニバーサル広告社に入社した。その妻との間には娘がいる。その娘とのこっそりとしたやり取りも描かれている。

- 石井健一郎 − ユニバーサル広告社の社長。関西弁だが本人が多くのことを明かさないので、過去は全くわからない。いくつかのシーンで屋台の呼び込みなどを行なっており昔はプロなのではとも思われている。また、お金がないと言っている割にはBMWに乗っていたり、娘にピアノを習わせていたり、息子は私立高校に通っていたりする。

- 村崎六郎 − ユニバーサル広告社のアートディレクター。「ジストマ」というバンドのボーカルをやっており本人はそちらが本業だと言っている。本人は仕事の際に滅多に漫画のような画は描かないが、稀にどうでも良いところで描くことがある

- 猪熊えりか − ユニバーサル広告社でアルバイトをしている。自分の苗字が嫌いであり結婚願望が強い。本作中では父親も出ており、猪熊組のトップであることも明かしている。

## シリーズ一覧
- オロロ畑でつかまえて（1998年1月 集英社 / 2001年10月 集英社文庫）
- なかよし小鳩組（1998年10月 集英社 / 2003年3月 集英社文庫）
- 花のさくら通り（2012年6月 集英社 / 2015年9月 集英社文庫）

## テレビドラマ
『ダメ父ちゃん、ヒーローになる! 崖っぷち!人情広告マン奮闘記』のタイトルで、2016年12月29日木曜21時 - 23時8分にヒューマンドラマスペシャルとしてテレビ東京で放送された。主演は沢村一樹。
2017年10月20日から12月1日までは連続ドラマ化されて『ユニバーサル広告社〜あなたの人生、売り込みます!〜』のタイトルで毎週金曜20時 - 20時54分に「金曜8時のドラマ」枠で放送された。

### キャスト

#### 共通
- 杉山 利史（ユニバーサル広告社社員）  - 沢村一樹

#### スペシャル
- 石原 幸子（杉山の元妻） - 広末涼子
- 石原 早苗（杉山の娘） - 鈴木梨央
- 石井（ユニバーサル広告社社長） - 小堺一機
- 猪熊 エリカ（ユニバーサル広告社社員） - 臼田あさ美
- 村崎（ユニバーサル広告社社員） - 柄本時生
- 西脇 勝也（小鳩組員） - 上杉柊平
- 小鳩 源六（小鳩組長） - 伊武雅刀
- 河田 薫（小鳩組員） - 杉本哲太
- その他 - 渡辺邦斗、ダンディ坂野、山上賢治、高澤父母道、田村幸士、込江海翔、サイラス・ジュイ、木村英里、辞本直樹 ほか

#### 連続ドラマ
ユニバーサル広告社
- 杉山 利史（クリエイティブディレクター） - 沢村一樹
- 石井 健一郎（社長） - 三宅裕司
- 猪熊 エリカ（事務兼経理） - 片瀬那奈
- 村崎 六郎（デザイナー） - 要潤

さくら通り商店街
- 藤沢 さくら（純喫茶「ジュルビアン」の看板娘） - 和久井映見
- 一の瀬 始（カフェ「かもめ」、FMさくら）- 入江甚儀
- 城田 光（雑貨店「城田商店」） - やついいちろう
- 辻口 久雄 - 吉家章人
- 藤沢 宏（純喫茶「ジュルビアン」店主、さくらの父） - でんでん
- もろ（ラーメン店） - もろいくや
- 「かわさき園芸」 - 山元隆弘
- 「ボンジュール山本」店主 - ティーチャ（めいどのみやげ）
- 「石川洋品店」 - 石川ともみ
- 「ナガセ理容店」 -
- 「正華楼」 - 高杉亘
- 「嶋清」 - 高橋修
- 「魚久」 - 高橋ひとみ
- 「千絵」 - 田中美奈子
- 「嘉山畜産」 -
- 「相田ベーカリー」 - 北川あきえ子

### ゲスト
第1話
- 嶋田武弘 - 森下大地

第2話
- 鶴田社長（鶴亀会館2代目社長） - 甲本雅裕
- 矢野 浩輔（美容室） - 鈴之助
- 矢野 ミドリ（美容室） - 須藤理彩
- 嶋田武弘（和菓子「嶋清」2代目） - 森下大地
- 嶋田義男（和菓子「嶋清」店主） - 高橋修

第3話
- 節子（鮮魚店「魚久」店主） - 高橋ひとみ
- 加奈（節子の娘） - 工藤綾乃

第4話
- 永山 サキ（坂の上の姫） - 大空眞弓
- 只野（サキの執事） - 佐渡稔

第5話
- 三浦 大作（ラーメン「正華楼」店主） - 高杉亘
- 千絵（スナック「千絵」ママ） - 田中美奈子
- 女子高生（ジュルビアンの客） - 遊馬萌弥
- 女子高生（ジュルビアンの客） - 寺田真珠

第7話
- 佐伯 春彦 - 長田成哉

### スタッフ
- 原作 - 荻原浩『なかよし小鳩組』（SP）、『花のさくら通り』（連続ドラマ）
- 脚本 - 岡田惠和、谷口純一郎（連続ドラマのみ）
- 主題歌 - GLAY「あなたといきてゆく」(ポニーキャニオン/LSG)（連続ドラマ）[3]
- 音楽 - 平沢敦士（連続ドラマ）
- 選曲 - 石井和之（連続ドラマ）
- 監督 - 川村泰祐、及川拓郎（連続ドラマのみ）
- ランニング監修 - 齊藤太郎（NPO法人ニッポンランナーズ）（SPのみ）
- 脚本スタッフ - 中村千明（SPのみ）
- アクションコーディネート - 釼持誠（SPのみ）
- 技術協力 - ビデオフォーカス
- 美術協力 - アックス
- サウンドデザイン - スポット
- ロケ協力 - 高崎市、高崎フィルム・コミッション、綾瀬ロケーションサービス ほか
- プロデューサー - 田淵俊彦（テレビ東京）、渡辺良介（大映テレビ、ラフ・アット）、熊谷理恵（大映テレビ）、中川順平（連続ドラマのみ・テレビ東京）、小松幸敏（連続ドラマのみ・テレビ東京）
- 制作協力 - 大映テレビ
- 製作著作 - テレビ東京

### 放送日程
| 各話                                                                        | 放送日   | ラテ欄                                                    | 脚本       | 監督     | 視聴率 |
| --------------------------------------------------------------------------- | -------- | --------------------------------------------------------- | ---------- | -------- | ------ |
| 第1話                                                                       | 10月20日 | 夢かなえる4人組が奮闘                                     | 岡田恵和   | 川村泰祐 | 4.4%   |
| 第2話                                                                       | 10月27日 | 商店街を生き返らせてください! 老舗和菓子店のピンチを救え! | 岡田恵和   | 川村泰祐 | 4.4%   |
| 第3話                                                                       | 11月03日 | 崖っぷち魚屋母娘に笑顔を! 奇跡を起こす愛のレシピで勝負!   | 谷口純一郎 | 及川拓郎 | 4.1%   |
| 第4話                                                                       | 11月10日 | 私を広告して! 絶世の美女20年ぶりに降臨 悲哀のマドンナ救え | 岡田恵和   | 及川拓郎 | 3.8%   |
| 第5話                                                                       | 11月17日 | 逆境ラーメン屋を立て直せ! 商店街マップに涙の秘策があった  | 谷口純一郎 | 川村泰祐 | 5.0%   |
| 第6話                                                                       | 11月24日 | 弱小商店街を世界へ キーワードは…看板娘 一発逆転の最終手段 | 岡田恵和   | 久保朝洋 | 3.3%   |
| 最終話                                                                      | 12月01日 | 寂れた商店街が映画の舞台に!? 住民総出で奇跡のフィナーレ!  | 岡田恵和   | 及川拓郎 | 2.9%   |
| 平均視聴率 4.0%（視聴率はビデオリサーチ調べ、関東地区・世帯・リアルタイム） |          |                                                           |            |          |        |